# Okean Elzy
Okeán Elzy (en ucraniano: Океан Ельзи, traducción: Océano de Elza) es una banda musical ucraniana de rock formada en 1994 en Lviv por Svyatoslav Vakarchuk como vocalista junto a Miloš Jelić (piano y sintetizador) y Denýs Glinin (batería).
Es una de las bandas más exitosas de Ucrania, muy querida también en muchos otros estados postsoviéticos. En abril de 2017, Океан Ельзи ganó en la categoría de «mejor banda de rock» en los premios Fuzz magazine de música.

## Historia

### 1994 al 1999
El origen del grupo tiene lugar en 1991 cuando cuatro jóvenes, entonces integrantes de la banda Klan Tyshi (en ucraniano: Клан тиші, traducción: Clan del silencio) formaron tres años después Okeán Elzy. A lo largo de 1994, empezaron a ensayar como cuarteto.  
Su primera actuación tuvo lugar el 14 de enero de 1995 en el Teatro de Ópera de Lviv. Poco después publicaron su primera maqueta titulada DEMO 94-95. Aquel mismo año, actuarían en varios festivales a lo largo del país siendo Chervona Ruta y Melodiya dos de ellos. También participaron en Is junto a Oleh Suk.
En 1996, actuaron en los festivales Sribna Pikova, Alternative 2, Perlyny Sezonu, Trust Open Air Gernsbach (Alemania), Trash 96 y R.F.I. 96 (Francia). Durante un concierto en Kiev, fueron teloneros de Deep Purple. Entre noviembre y diciembre trabajaron en su primer maxi-single: Budýnok zi skla. Posteriormente, la cadena televisiva TET emitiría una película documental a nivel nacional sobre el grupo.
En 1997, realizaron una gira por el sur de Francia y el oeste de Alemania. Tras finalizar el tour, actuaron en su ciudad de origen. Al año siguiente, decidieron tomarse un año sabático y se trasladaron a Kiev donde grabaron Tam, de nas nemá. Del sencillo produjeron un videoclip siendo el primero en ser emitido en MTV Rusia y la cadena francesa MCM.
A principios de 1999, publicaron su segundo álbum, Ya na nebi buv, y en mayo actuaron por primera vez en territorio ruso en el Festival Maxidrom ante miles de admiradores y tener así más reconocimiento internacional. También actuaron en el MCM Café de París.

### 2000 al 2004
En 2000, publicaron Ya na nebi buv.
El 5 de febrero, organizaron un concierto en el Astoria Club de Londres.
Al año siguiente, colaboraron en el primer spot de año nuevo de la marca Pepsi Cola y posteriormente publicaron su tercer álbum Model, y en agosto Supersymetriya. En 2003, iniciaron una gira para promocionar el que sería su último trabajo. A finales de año, Svyatoslav Vakarchuk recibió el reconocimiento de Embajador de la Cultura Ucraniana.
En 2004, se unieron Denýs Dudkó y Miloš Jelić (nacido en Novi Sad, Serbia).
También estuvieron activos durante la Revolución Naranja en la que dieron su apoyo a la población que exigía cambios democráticos en la política del país.

### 2005 al presente
En 2005, Petró Cherniavsky se unió al grupo.
El 22 de septiembre de 2005, publicaron Gloria. Poco después, iniciaron una gira a lo largo de Ucrania y Rusia.
Aquel mismo año, Vakarchuk fue nombrado por la ONU Embajador de Buena Voluntad por Programa de las Naciones Unidas para el Desarrollo (PNUD).
También cabe destacar las campañas benéficas del grupo para las fundaciones OIM y MTV Europe Foundation. En 2006, Vakarchuk organizó varios encuentros con estudiantes en varias universidades ucranianas y polacas. En la actualidad, trabaja en un proyecto social para ayudar a combatir el analfabetismo entre la población joven.
En noviembre del mismo año, visitaron Kosovo, entonces parte de Serbia, donde músicos de varios países organizaron un concierto en pro de la reconciliación y de la paz.
En 2006, grabaron el sencillo Veseli, brate, chasy nastaly con la que animaron a la selección ucraniana en el Mundial de fútbol de Alemania. Este tema tuvo gran acogida entre la afición amarilla. Tras recaudar gracias al videoclip y la propia canción, donaron sus beneficios a un centro infantil especializado en el SIDA.
En abril, iniciaron una gira por Nueva York, Chicago y Toronto.
En 2010, iniciaron la gira Dolce Vita como promoción del disco homónimo a nivel internacional.
En diciembre de 2013, actuaron en las manifestaciones del Euromaidán.
En abril de 2022, el grupo "Okean Elsy" dedicó una canción a los heroicos defensores de Mariupol, la ciudad cosaca de María. La canción se hizo muy popular entre los ucranianos.

## Discografía

### Álbumes de estudio
- 1998, "Tam, de nas nemá" (Там, де нас нема, «Ahí, donde no estamos»)
- 2000, "Ya na nebi buv" (Я на небі був, «Estuve en el cielo»)
- 2001, "Model" (Модель, «Modelo»)
- 2003, "Supersymetriya" (Суперсиметрія, «Supersimetría»)
- 2005, "Gloria"
- 2007, "Mira" (Міра, «Medida»)
- 2010, "Dolce Vita"
- 2013, "Zemlyá" (Земля, «La Tierra»)
- 2016, "Bez mezh" (Без меж, «Sin límites»)

### Álbumes acústicos
- 2003, "Tviy format" (Tviй формат, «Tu formato»).

### Singles
- 1996, "Budýnok zi skla" (Будинок зі скла,«Casa de vidrio»)
- 2002, "Jólodno" (Холодно, «Hace frío»)
- 2004, "Dyákuyu!" (Дякую!, «¡Gracias!»)
- 2006, "Veseli, brate, chasy nastaly…" (Веселі, брате, часи настали…, «Hermano, han llegado tiempos felices…»)
- 2009, "Ya tak jochú…" (Я так хочу…, «Quiero tanto…»)
- 2013, "Obiymy" (Обійми, «Abrazo»)
- 2015, "Ne tvoyá viyná" (Не твоя війна, «No es tu guerra»)
- 2015, "Zhyttyá pochynáyetsya znov" (Життя починається знов, «La vida empieza nuevamente»)
- 2015, "Myt'" (Мить, «Momento»)
- 2016, "Ne ydy" (Не йди, «No te vayas»)
- 2018, "Bez tebe" (Без тебе, «Sin ti»)

### Recopilatorios
- 2006, "1221" (colección de mejores temas)
- 2007, "Vibrane…" (Вибране…, «Elegido…»)
- 2010, "Океан Ельзи: The Best Of"
- 2014, "Naykrasche" (Найкраще, «Lo mejor», CD doble)

### Como solistas
- 2008, "Vnochi" (Вночі, «A la noche»)
- 2011, "Brussel'" (Брюссель, «Bruselas»)